# Thorigny
Thorigny là một xã ở tỉnh Vendée trong vùng Pays de la Loire, Pháp. Xã này có diện tích 32,15 kilômét vuông, dân số năm 2006 là 949 người. Xã này nằm ở khu vực có độ cao trung bình 50 mét trên mực nước biển.

## Biến động dân số
| 1962                                        | 1968  | 1975 | 1982 | 1990 | 1999 | 2006 |
| ------------------------------------------- | ----- | ---- | ---- | ---- | ---- | ---- |
| 901                                         | 1 001 | 926  | 819  | 828  | 881  | 949  |
| Số liệu từ năm1962: Dân số không tính trùng |       |      |      |      |      |      |